# Phytodietus citrinus
Phytodietus citrinus är en stekelart som först beskrevs av André Seyrig 1932.  Phytodietus citrinus ingår i släktet Phytodietus och familjen brokparasitsteklar. Inga underarter finns listade i Catalogue of Life.